# Markus Karlsbakk
Markus Karlsbakk, né le 7 mai 2000 à Ålesund en Norvège, est un footballeur norvégien, qui évolue au poste de milieu offensif à l'Aalesunds FK.

## Biographie

### En club
Né à Ålesund en Norvège, Markus Karlsbakk commence le football au Aksla Idrettslag avant de rejoindre l'Aalesunds FK, où il poursuit sa formation.
Il joue son premier match en professionnel le 8 juillet 2017, lors d'une rencontre d'Eliteserien, l'élite du football norvégien, contre le Molde FK. Il entre en jeu à la place d'Aron Elís Þrándarson et son équipe est battue par trois buts à zéro.
Le 23 novembre 2018, Karlsbakk signe son premier contrat professionnel avec l'Aalesunds FK.
Le 14 avril 2021, Markus Karlsbakk est prêté au Raufoss IL pour la durée d'une saison, soit jusqu'en décembre 2021.
Il joue son premier match pour le Raufoss IL le 15 mai 2021, à l'occasion de la première journée de la saison 2021 de deuxième division norvégienne, face au Strømmen IF. Il est titularisé et les deux équipes se neutralisent (1-1 score final).
Après deux saisons en prêt au Raufoss IL, Markus Karlsbakk fait son retour à l'Aalesunds FK. Le 14 mars 2023, il signe un nouveau contrat avec l'Aalesunds FK, le liant au club jusqu'en décembre 2025,.
Le 1er juin 2023, Karlsbakk marque deux buts face au Byåsen TF en coupe de Norvège. Il s'agit de son premier doublé en carrière et il contribue à la victoire de son équipe par six buts à un.